# Kathleen Robertson

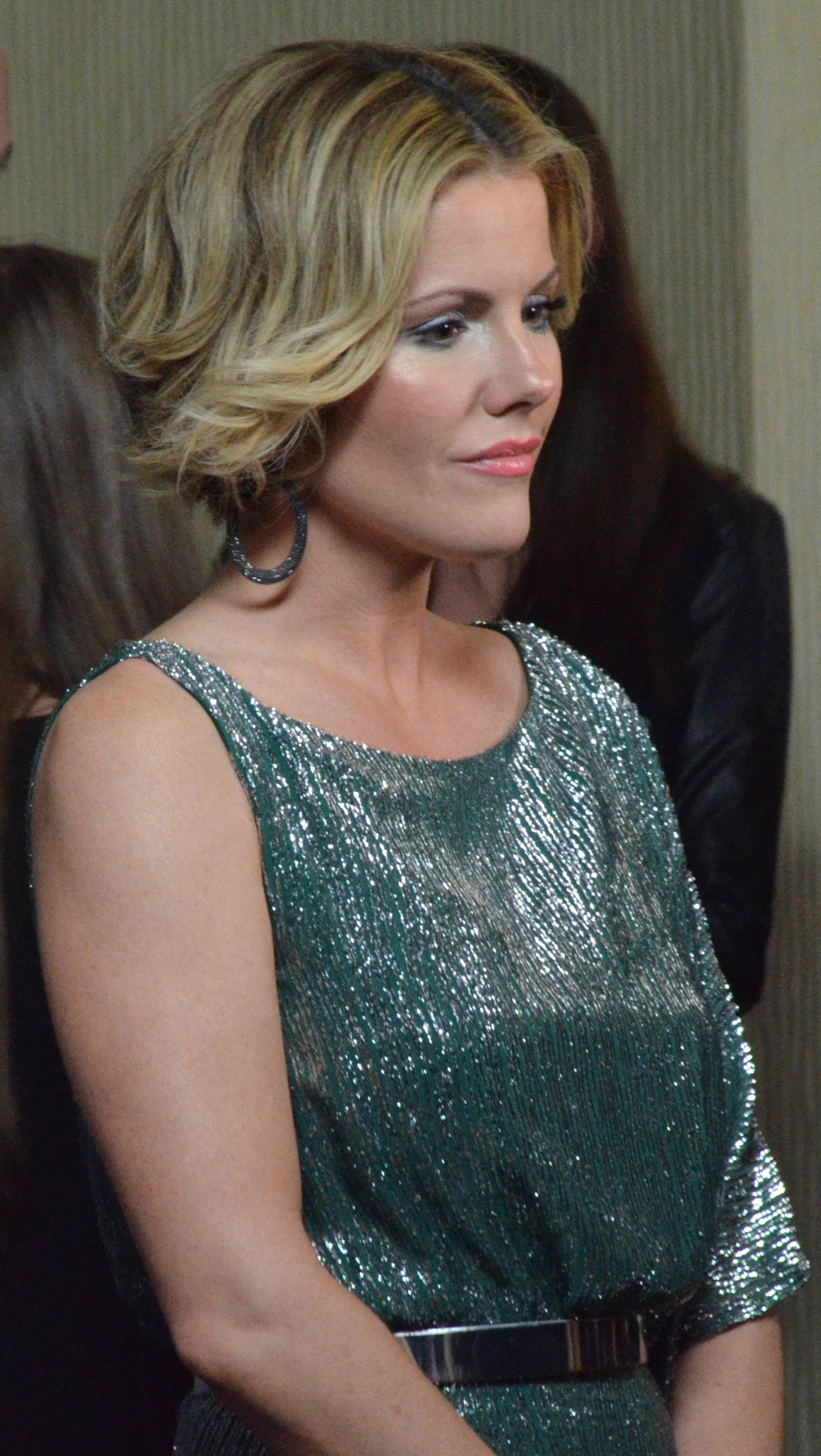
Robertson w 2014.

Kathleen Robertson (ur. 8 lipca 1973 w Hamilton) – kanadyjska aktorka filmowa i telewizyjna. Zdobywczyni dwóch nominacji do Nagrody Młodych Artystów.

## Życiorys
Karierę aktorską rozpoczęła w wieku dziesięciu lat, pojawiając się w kanadyjskiej telewizji. Rozwijając umiejętności aktorskie, uczęszczała do lokalnej prywatnej szkoły w Hamilton, Hillfield Strathallan College. Jej pierwszą poważną rolą była postać Tiny Edison w kanadyjskim serialu telewizyjnym Maniac Mansion. Kathleen wcielała się w tę rolę przez trzy sezony, w latach 1990–1993, i była za nią dwukrotnie nominowana do Young Artist Award. Na dużym ekranie zadebiutowała dzięki niewielkiemu występowi w filmie Blown Away, w którym pojawiła się u boku Coreya Feldmana. W latach 1994–1997 występowała jako Claire Arnold w amerykańskim serialu młodzieżowym Beverly Hills, 90210. W 2001 roku wystąpiła jako Theo w komedii Keenena Ivory’ego Wayansa Straszny film 2.
Jej byłym partnerem jest reżyser Gregg Araki. Kathleen wystąpiła w jego filmach – Donikąd i Splendor.

## Filmografia
- Taśmy Watykanu (The Vatican Tapes, 2015) jako dr Richards
- Seal Team Six: The Raid On Osama Bin Laden (2012) jako Vivian
- Losing Control (2011) jako Leslie
- Down the Road Again (2011) jako Betty-Jo Mayle
- Blaszany bohater (Tin Man, 2007) jako Azkadellia
- Hollywoodland (2006) jako Carol Van Ronkel
- The Business (2006) jako Julia Sullivan
- Ostatni zjazd (2006) jako Beth Welland
- Jestem Sam (I Am Sam, 2001) jako kelnerka
- Straszny film 2 (Scary Movie 2, 2001) jako Theo
- Psycho Beach Party (2000) jako Rhonda
- Splendor (1999) jako Veronica
- W dniu mojej śmierci ocknąłem się wcześnie (I Woke Up Early the Day I Died, 1998) jako dziewczyna od biletów
- Beverly Hills, 90210 (1994–1997) jako Clare Arnold
- Donikąd (1997) jako Lucifer
- Maniac Mansion (1990) jako Tina Edison